# Rösjön (Frustuna socken, Södermanland, 654014-158411)
Rösjön är en sjö i Gnesta kommun i Södermanland och ingår i Svärtaåns huvudavrinningsområde. Sjöns area är 0,008 kvadratkilometer och den befinner sig 40 meter över havet.